# Кенесский сельский округ (Акмолинская область)
Кене́сский се́льский окру́г (каз. Кеңес ауылдық округі) — административная единица в составе Аккольского района Акмолинской области Казахстана. 
Административный центр — аул Домбыралы.

## История
В 1989 году существовал как — Кенесский сельсовет (сёла Гусарка, Кенес, Кенесский мехлесхоз, Малый Барап).
В периоде 1991—1998 годов сельсовет был преобразован в сельский округ в соответствии с реформами административно-территориального устройства Республики Казахстан.
Совместным решением Акмолинского областного Маслихата и Акимата Акмолинской области от 8 апреля 2005 года N 3С-11-19 «О переименовании и наименовании некоторых населенных пунктов Акмолинской области» (зарегистрированное Департаментом юстиции Акмолинской области 18 мая 2005 года N 3134):
- село Гусарка было переименовано а позже преобразовано в аул Домбыралы.

Постановлением акимата Акмолинской области от 25 октября 2019 года № А-11/507 и решением Акмолинского областного маслихата от 25 октября 2019 года № 6С-38-10 «О переименовании села Красный Горняк Кенесского сельского округа Аккольского района Акмолинской области» (зарегистрированное Департаментом юстиции Акмолинской области 31 октября 2019 года № 7456):
- село Красный Горняк было переименовано в село Айдарлы.

## Население
| Численность населения | Численность населения | Численность населения |
| 1989                  | 1999                  | 2009                  |
| --------------------- | --------------------- | --------------------- |
| 2791                  | ↘2131                 | ↘2059                 |

## Состав
| № | Населённый пункт    | Тип населённого пункта      | Население, 1989 | Население, 1999 | Население, 2009 |
| - | ------------------- | --------------------------- | --------------- | --------------- | --------------- |
| 1 | Айдарлы             | село                        | -               | 103             | 82              |
| 2 | Домбыралы           | аул, административный центр | 1 387           | 1 245           | 889             |
| 3 | Кенес               | село                        | 427             | 349             | 664             |
| 4 | Кенесский мехлесхоз | село                        | 389             | -               | -               |
| 5 | Малый Барап         | село                        | 588             | 434             | 424             |

## Местное самоуправление
Аппарат акима Кенесского сельского округа — аул Домбыралы, улица Достык, 16.
- Аким сельского округа — Канатов Алибек Сагатович[1].
- Депутат Аккольского районного маслихата по Кенесскому сельскому округу — Аяганова Айнагул Кабдолакызы[10].